# Ротинско езеро
Ротинското езеро (на македонска литературна норма: Ротинско Езеро) е язовир, разположен в югозападната част на Северна Македония.

## Местоположение
Ротинското езеро е изградено на Ротинската река, при излизането ѝ от Баба, югозападно от село Ротино. Живописната природа на Баба планина и близостта до Битоля правят от езерото любимо място за битолчани.